# Une question de courage
Pour plus de détails, voir Fiche technique et Distribution.
Une question de courage (Door to Door) est un téléfilm de type comédie dramatique américain réalisé par Steven Schachter, projeté en juin 2002 au Atlanta Film Festival (en) puis diffusé le 14 juillet 2002 sur TNT.

## Synopsis
Affligé depuis la naissance d'une infirmité motrice cérébrale qui affecte son élocution et sa faculté à se déplacer, Bill Porter est malgré tout déterminé à suivre les traces de son père et à devenir VRP.
En octobre 1955, il réussit à se faire embaucher par la société Watkins, où on lui confie la zone de démarchage la plus ardue.

## Fiche Technique
- Titre original : Door to Door
- Titre français : Une question de courage
- Réalisation : Steven Schachter
- Scénario : William H. Macy et Steven Schachter
- Direction artistique : Roxanne Methot
- Décors : Lesley Beale
- Costumes : Betty Pecha Madden
- Photographie : Jan Kiesser
- Son : Geoff Turner
- Montage : Paul Dixon
- Musique : Jeff Beal
- Production : Warren Carr
  - Producteurs exécutifs : Dan Angel, Billy Brown, David A. Rosemont
- Société(s) de production : TNT Originals, Rosemont Productions International, Angel/Brown Productions, Spirit Dance Entertainment, Door to Door Productions Inc., Johnson & Johnson Spotlight Presentations
- Pays de production :  États-Unis,  Canada
- Langue : Anglais
- Genre : comédie dramatique
- Durée : 90 minutes
- Date de sortie : États-Unis 1er juin 2002
- Lieu de tournage : Vancouver

## Distribution
- William H. Macy : Bill Porter (en)
- Helen Mirren : Madame Porter
- Kyra Sedgwick : Shelly Brady
- Kathy Baker : Gladys
- Joel Brooks : Alan
- Woody Jeffreys : Brad
- Michael Shanks : John

## Récompenses
Nommé aux Golden Globes ; William H. Macy a remporté le Satellite Award du meilleur acteur dans une minisérie ou un téléfilm en 2002 pour ce téléfilm.